# Биргел (Тирингија)
Биргел (њем. Bürgel) град је у њемачкој савезној држави Тирингија. Једно је од 93 општинска средишта округа Зале-Холцланд. Према процјени из 2010. у граду је живјело 3.195 становника. Посједује регионалну шифру (AGS) 16074009.

## Географски и демографски подаци
Биргел се налази у савезној држави Тирингија у округу Зале-Холцланд. Град се налази на надморској висини од 254 метра. Површина општине износи 27,2 km². У самом граду је, према процјени из 2010. године, живјело 3.195 становника. Просјечна густина становништва износи 118 становника/km².

## Међународна сарадња
| Мјесто     | Држава   | Врста сарадње | Од    |
| ---------- | -------- | ------------- | ----- |
| Векпибалга | Летонија | партнерство   | 2006. |
| Извор      |          |               |       |